# Port Hawkesbury
Pour les articles homonymes, voir Hawkesbury (homonymie).
Port Hawkesbury (Baile a' Chlamhain en gaélique écossais) est une ville canadienne située dans le comté d'Inverness en Nouvelle-Écosse. Au recensement de 2011, on y a dénombré 3 366 habitants.

## Économie
Port Hawkesbury abrite depuis 1962 une usine papetière, qui est le principal employeur de la ville. L'usine obtient 2002 un label de gestion durable des forêts. En 2006, un conflit social oppose ses salariés au groupe finlandais Stora Enso, propriétaire de l'usine, qui réplique par un lock-out qui dure 10 mois. L'entreprise NewPage achète l'usine en 2007. Selon les dirigeants, l'usine n'est plus rentable depuis 2010.

## Démographie
| 2001  | 2006  | 2011  | 2016  |
| ----- | ----- | ----- | ----- |
| 3 701 | 3 517 | 3 167 | 3 004 |

## Personnalités
- Lynn Coady (1970-), romancière et journaliste canadienne.
- Allie MacDonald (1988-), actrice canadienne.